# Parafia św. Jana Chrzciciela w Żuławce Sztumskiej
Parafia św. Jana Chrzciciela w Żuławce Sztumskiej – parafia rzymskokatolicka w diecezji elbląskiej. Erygowana w 1216, reerygowana 1 grudnia 1956.
Na obszarze parafii leżą miejscowości: Jasna, Bukowo, Chojty, Chartowo, Lisi Las, Kamienna Góra, Budzisz, Komorowo, Kościelec, Stalewo, Pozolia, Trankwice. Tereny te znajdują się w gminie Dzierzgoń i gminie Stary Targ, w powiecie sztumskim w województwie pomorskim i w województwie warmińsko-mazurskim.

## Grupy parafialne
Ministranci, 6 Kół Różańcowych Żeńskich, Caritas Parafialny

### Kościoły i kaplice
- kościół filialny pw. Trójcy Przenajświętszej w Jasnej, wybudowany w latach 1320-1330 i wtedy konsekrowany.
- kaplica publiczna w Bukowie, adaptowana w dawnej świetlicy – poświęcona 3 grudnia 1994.

### Proboszczowie parafii od 1956
- 1956–1963 – ks. Kazimierz Pacewicz
- 1963–2007 – ks. kanonik Stanisław Jerzy Mrozik
- od 2007 – ks. dr Waldemar Joniak